# 14e armée (Empire allemand)
Pour les articles homonymes, voir 14e armée.
La 14e armée de l'Empire allemand est créée le 9 septembre 1917 et dissoute le 22 janvier 1918. Elle combat en Italie où elle joue un rôle décisif dans la victoire de Caporetto. Elle est dissoute ensuite et ses unités envoyées sur le front français en vue de l'offensive du printemps 1918. Son chef était Otto von Below.

## Commandants
- Général d'infanterie Otto von Below (du 9 septembre 1917 au 22 janvier 1918).
  - Chef d'état-major : général Konrad Krafft von Dellmensingen.

## Zones d'opérations
- Front italien : de septembre 1917 à janvier 1918

## Ordre de bataille
Ordre de bataille au 24 octobre 1917 (bataille de Caporetto) :
- Ier corps d'armée austro-hongrois (Alfred Krauß)
  - 3e division d'infanterie austro-hongroise Edelweiss
  - 22e Schützen-Division austro-hongroise
  - 55e division d'infanterie austro-hongroise
  - Jäger-Division allemande (de)
- IIIe corps d'armée bavarois (Hermann von Stein)
  - 50e division d'infanterie austro-hongroise
  - 12e division d'infanterie allemande
  - 117e division d'infanterie allemande
  - Alpenkorps
- 51e corps allemand (Albert von Berrer, tué le 28 octobre 1917, puis Eberhard von Hofacker)
  - 26e division d'infanterie allemande (1re division wurtembergeoise)
  - 200e division d'infanterie allemande
- XVe corps d'armée austro-hongrois (Karl Scotti)
  - 1re division d'infanterie austro-hongroise
  - 5e division d'infanterie allemande
- Réserve d'armée
  - 4e division d'infanterie austro-hongroise
  - 13e Schützen-Division austro-hongroise
  - 33e division d'infanterie austro-hongroise
- Renforts amenés ultérieurement
  - 35e division d'infanterie austro-hongroise
  - 94e division d'infanterie austro-hongroise